# Schmiedesteine

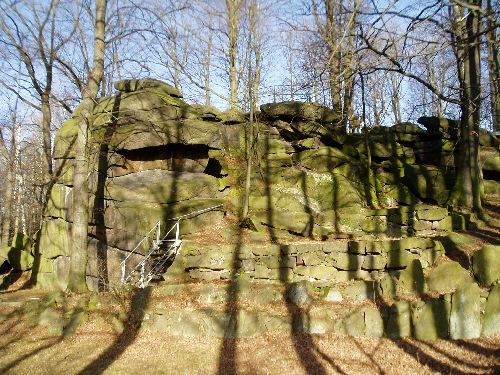
Schmiedesteine

Die Schmiedesteine (359,5 m) sind eine Felsengruppe aus Granodiorit an der Südflanke des Hahneberges (410,3 m). Sie liegen dicht am Ortsrand von Neusalza-Spremberg, am ehemaligen Dorf Spremberg.
Die höchste Erhebung misst ca. 10 m über dem Hangfuß. Die Felsen sind teilweise mit Stufen versehen und dienen unter anderem als Aussichtsplattform und Übungsfelsen für Bergsteiger. 1925 wurde auf einem Plateau über dem Hauptmassiv eine Naturbühne für Theateraufführungen, Konzerte und Gesangsveranstaltungen errichtet.
Mächtige Stieleichen, Winterlinden und Bergahorne sowie Lärchen prägen das Waldstück um die Schmiedesteine.
Die Schmiedesteine stehen als Naturdenkmal unter Schutz und zählen neben dem Reiterhaus, dem Spreepark und den historischen kleinstädtischen Marktplätzen zu den touristischen Sehenswürdigkeiten von Neusalza-Spremberg. Das eigentümliche und sagenumwobene Felsmassiv am Nordhang der Spree im oberen Stadtteil (Oberdorf) ist nach älteren Forschungen als slawische Kultstätte mit Opferhain anzusehen, die mit der Ausbreitung des Christentums verschwand. Mit der Errichtung des historischen Vorläufers der heutigen Dorfkirche Spremberg um 1250 auf dem naheliegenden Kirchberg schufen sich die ersten Ansiedler Sprembergs demzufolge ihr lokales christliches Bollwerk gegen den slawischen Götterkult, in dem auch die Schmiedesteine als markantes Naturobjekt eingebunden waren (vgl.L. Mohr 2017, S. 6f).
Um die Schmiedesteine ranken sich Legenden. Eine handelt davon, dass im Mittelalter an der Stelle der Felsen eine Schmiede stand. Als der Schmied den Auftrag erhielt einem Ritter eine Rüstung zu schmieden, nahm er die Hilfe des Teufels in Anspruch. Als der Schmied seiner Lage bewusst wurde, floh er mit seiner Familie. Aus Zorn warf der Teufel große Felsen vom Czorneboh auf die Schmiede und einen kleineren Felsbrocken der flüchtenden Familie hinterher. Dieser Brocken liegt an der Spree unterhalb des Reiterhauses.
Eine zweite Variante der Sage erzählt davon, dass der Teufel nachdem ihn der Schmied erkannt und abgewiesen hatte, eine neue Schmiede entstehen ließ, die alle Kundschaft an sich zog. Da der Schmied jedoch Hunger und Not ertrug und geduldig ausdauerte, packte den Teufel die Wut und er „zerschmiss“ seine neue Schmiede. „Nichts als einen wüsten Haufen hochgetürmter Steine ließ er zurück.“
Aufgrund der Sage gelten einige auffällig geformte Steine als Schmiedewerkzeuge und die Schmiedsteine selbst als die Teufelsschmiede.
Die Schmiedesteine waren zu DDR-Zeiten und nach der Wiedervereinigung (1990) die Naturbühne für zahlreiche  Aufführungen der überregional bekannten aus Laienschauspielern bestehenden „Karasek-Theatergruppe“ unter Leitung des verdienstvollen Lehrer-Ehepaars Hartmut und Renate Hofmann, Ehrenbürger der Stadt Neusalza-Spremberg. (Siehe auch Hänscheberg). Am 22. Juni 1991 – kurz vor dem Besuch des Bundeskanzlers Helmut Kohl am 3. Juli in Neusalza-Spremberg – fand unter Mitwirkung des Musikvereins „Germania“ der Partnerstadt Donzdorf das I. Schmiedesteinfest statt. Im Vorfeld waren dazu aufwendige Instandsetzungsarbeiten in der wildromantischen Naturkulisse erforderlich.

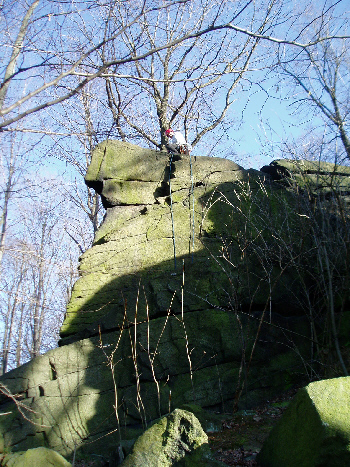
Bergsteiger auf den Schmiedesteinen
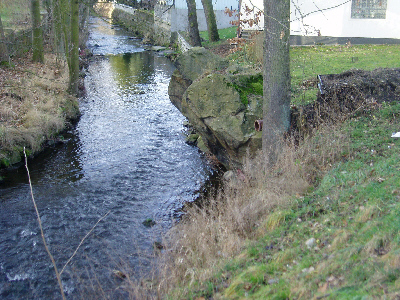
Wurfgeschoss des Teufels an der Spree